# Spoorlijn 99
Spoorlijn 99 was een korte spoorlijn in België die Saint-Ghislain met Warquignies verbond, de lijn was 4,0 km lang.

## Geschiedenis
Spoorlijn 99 is aangelegd rond 1840 en heeft ook het lijnnummer 98B gehad . Reizigersverkeer werd opgeheven op 3 juni 1984. De lijn is buiten dienst gesteld rond 1990 en opgebroken in 1996.

## Huidige toestand
Op de bedding is een RAVeL fiets- en wandelpad aangelegd in asfalt van lijn 98 tot Boussu (1,9 km).

## Aansluitingen
In de volgende plaatsen was er een aansluiting op de volgende spoorlijnen:
Saint-Ghislain
Spoorlijn 78 tussen Saint-Ghislain en Doornik
Spoorlijn 90 tussen Denderleeuw en Saint-Ghislain
Spoorlijn 97 tussen Bergen en Quiévrain
Spoorlijn 100 tussen Saint-Ghislain en Maffle
Spoorlijn 102 tussen Saint-Ghislain en Frameries
Spoorlijn 245 tussen Saint-Ghislain en Saint-Ghislain Rivage
Warquignies-Formation
Spoorlijn 98 tussen Bergen en Quiévrain
Spoorlijn 244 tussen Warquignies en Escouffiaux